# Conradus von Cochem
Conradus von Cochem (Kochem) (* um 1650 vermutlich in Cochem; † 5. April 1717 in Köln) war ein deutscher Benediktiner und Abt von St. Pantaleon (Köln).

## Leben und Karriere
Am 24. September 1667 erhielt er in der Benediktinerabtei St. Pantaleon die Weihe zum Subdiakon und dort am 22. März 1670 auch die Weihe zum Priester. Am 24. Oktober 1687 wurde er zum Abt von St. Pantaleon gewählt. Bis zu seinem Tode 1717 behielt er dieses Amt. Er ließ 1695/96 eine radikale Umgestaltung der ehemaligen Benediktinerabtei vornehmen, die mit einer Absenkung des Chorraumes verbunden war, wodurch die Krypta mit dem Stiftergrab des Hl. Bruno und der Theophanu (Gemahlin Kaiser Ottos II. (973–983) und Großeltern der Polenkönigin Richeza) rücksichtslos zugeschüttet wurde (1747 wurden die Gräber wieder neu entdeckt und im Chorraum aufgestellt). Er assistierte bei vielen Bischofsweihen im Kölner Dom, am 27. Mai 1705 beim Requiem für Kaiser Leopold, am 21. März 1714 bei der Weihe des Abtes in Kornelimünster und am 21. Juli 1715 in Ungarn bei der Einführung des Probstes im Augustiner-Chorherren-Stift in Develics.